# Dragon's Lair (videogioco 1992)
Dragon's Lair è un videogioco a piattaforme pubblicato nel 1992 per Super Nintendo dalla Elite Systems. Si basa sul famoso arcade Dragon's Lair e ha per protagonista sempre il prode cavaliere Dirk, ma è un tipico platform bidimensionale a scorrimento con gameplay completamente diverso dall'originale su Laserdisc che era realizzato con un vero cartone animato.